# بابک میرزاخانی
بابک میرزاخانی (زادهٔ ۱۹ شهریور ۱۳۵۰ در تهران) آهنگساز، نوازنده و خواننده بلوز ایرانی است. او در سال ۱۳۹۷، آهنگساز مجموعه نمایش خانگی رقص روی شیشه شد.

## زندگی‌نامه
بابک میرزاخانی در چند فیلم بلند سینمایی آهنگسازی کرده‌است که از جمله می‌توان به فیلمهای سینمایی دیگری و برف ساخته مهدی رحمانی اشاره کرد.

## فیلمشناسی

### به عنوان آهنگساز

#### فیلم سینمایی
- لب خط (۱۳۹۹)
- چشم‌وگوش‌بسته (۱۳۹۸)
- سراسر شب (۱۳۹۶)[۴]
- کارت پرواز (۱۳۹۶)
- زار (۱۳۹۵)
- کوپال (۱۳۹۵)
- هاری (۱۳۹۳)
- جانسودا (۱۳۹۳)
- برف (۱۳۹۲)
- دیگری (۱۳۸۸)
- این یک رویاست (۱۳۹۲)
- مصائب چارلی (۱۳۸۷)[۵]

#### فیلم کوتاه
- دیلیت (۱۳۹۰)
- منها (۱۳۸۸)
- لطفاً از خط قرمز فاصله بگیرید (۱۳۸۶)

#### مستند
- حیات در رگ‌های سرد (ساختهٔ فتح‌الله امیری)[۶]
- در قلمرو دم عنکبوتی (ساختهٔ فتح‌الله امیری)[۷]
- در جستجوی پلنگ ایرانی (ساخته فتح‌الله امیری)][۸]

#### مجموعه تلویزیونی
- گشت ویژه[۹]
- رنگ شک[۱۰]

### به عنوان بازیگر
- کسی از گربه‌های ایرانی خبر نداره (۱۳۸۹)

### به عنوان نویسنده
- کارت پرواز (۱۳۹۶)

## آلبوم‌ها
1. خواب (۲۰۰۶)
2. پینوکیو (۲۰۰۸)
3. گمشده (۲۰۱۲)